# Stimulering Arbeidsmarkt Positie
Stimulering Arbeidsmarkt Positie, in de volksmond STAP-budget, was een Nederlandse overheidsfinanciering voor burgers, om hun positie op de arbeidsmarkt te verbeteren. STAP kwam in de plaats van de fiscale scholingsaftrek, die men eerder op de aangifte inkomstenbelasting kon opvoeren, waarmee je het cursusgeld dus pas achteraf terugkreeg. 
Het aanvragen van een STAP-budget van maximaal 1000 euro per aanvraag, kon vanaf maart 2022, en liep via zes aanvraagperiodes. De toeloop op deze budgetten was enorm, en dat jaar werden er 214.500 aanvragen toegekend. 
Minister van Gennip noemde dit een groot succes.
De budgetten werden direct uitgekeerd aan de aanbieder van de cursus, welke in een speciaal register stonden. Toch werden er zogenaamde onzin-cursussen aangeboden, die het beoogde doel, het verbeteren van de positie op de arbeidsmarkt, zelfs niet indirect haalden. Zo streek influencer Madelon Vos ruim twee miljoen euro op met een YouTube-cursus die ze ruim 2500 keer wist te verkopen voor 897 euro STAP-budget.